# Saitō Hideo

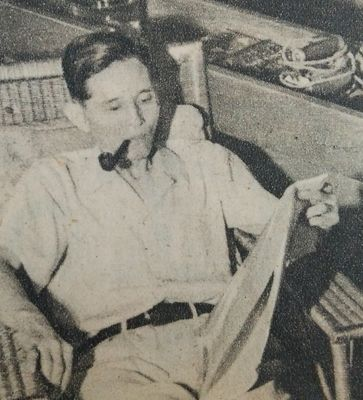
Saitō Hideo

Saitō Hideo (japanisch 斎藤 秀雄; geboren 23. Mai 1902 in Tōkyō; gestorben 18. September 1974) war ein japanischer Cellist, Dirigent und Musikpädagoge.

## Leben und Werk
Saitō Hideo, Sohn von Saitō Hidesaburō (斎藤 秀三郎; 1866–1929), der den Englischunterricht in Japan vorantrieb, gehörte früh einem Mandolinen-Orchester unter Hiruma Kenpachi an. Er erhielt seit seinem 16. Lebensjahr von Ōno Motonaga (多 基永), einem Mitglied des Musikensembles des Hofamtes, Cellounterricht. Danach schrieb er sich in der Sophia-Universität ein, brach das Studium jedoch ab, weil er sich ganz der Musik widmen wollte. 1922 ging er mit dem damals als Komponist und Dirigent bekannten Konoe Hidemaro nach Deutschland und studierte an der Musikhochschule Berlin,  bevor er bei Julius Klengel am Leipziger Konservatorium ein Cellostudium aufnahm.
1927 kehrte Saitō nach Japan zurück und wurde Erster Cellist im „Neuen Symphonieorchester“ (新交響楽団, Shin-kōkyōgakudan), dem Vorgänger des NHK-Sinfonieorchesters. Als Dirigent debütierte er 1928  während der 30. Saison. Im selben Jahr gab er sein Debüt als Cellist und gab 1929 sein erstes Konzert, das ein Erfolg war. 1930 bildete er sich bei Emanuel Feuermann an der Musikhochschule in Berlin weiter. Nach seiner Rückkehr nach Japan arbeitete er weiter als Cellist des Shin-kōkyōgakudan.
1948 gründete Saitō, unterstützt vom Komponisten Minao Shibata und dem Musikkritiker Yoshida Hidekazu, die „Musikschule für Kinder“. Sie wurde später zur Ausbildungsstätte „Tōhō Gakuen“ (桐朋学園) und schließlich zur „Universität Tōhō Gakuen“ (桐朋学園大学). Dort war er als Professor, Abteilungsleiter und schließlich als Präsident tätig.
1973 wurde Saitō als Person mit besonderen kulturellen Verdiensten ausgezeichnet.
Zu seinen Schülern gehören der Cellist Tsuyoshi Tsutsumi, die Dirigenten Seiji Ozawa und Eiji Ōue. Ozawa brachte 1984 das „Saitō-Gedächtnis Orchester“ (サイトウ・キネン・オーケストラ) zusammen, das sich seitdem jährlich zu Konzertaufführungen trifft.